# Jordi Cremers
Jordi Cremers (Neerbeek, 6 maart 1990) is een voormalige Nederlandse handballer.

## Biografie
Geboren in Neerbeek, begon Cremers al vroege leeftijd met handballen bij Blauw-Wit. Toen de handbalvereniging in 1998 fuseerde met de andere handbalvereniging uit de gemeente Beek (Caesar), ging Cremers bij deze fusieclub spelen. Hij doorliep de jeugdopleiding bij BFC en kwam tevens uit voor het eerste team dat toendertijd uitkwam in de eredivisie.
Toen in 2008 het samenwerkingsverdrag Tophandbal Zuid-Limburg van start ging, besloot Cremers te gaan spelen voor de talententeams van Tophandbal Zuid-Limburg. Niet veel later kwam Cremers ook uit voor het eerste team van Limburg Lions. Hij bleef tot 2012 bij Limburg Lions, hierna vertrok hij uit Nederland om te spelen voor het Belgische Achilles Bocholt.
Bij Achilles Bocholt weet Cremers vele prijzen met de club te winnen, namelijk vijfmaal de BENE-League, viermaal het landskampioenschap en viermaal de nationale beker. In april 2020 werd bekend dat Cremers weer terugkeerde naar zijn jeugdclub, BFC. In 2024 besloot Cremers om te stoppen met handbal.